# 阿谢亚
阿谢亚（義大利語：Ascea），是意大利萨莱诺省的一个市镇。总面积37平方公里，人口5828人，人口密度157.5人/平方公里（2009年）。ISTAT代码为065009。